# Jakob Henle
Jakob Henle, właśc. Friedrich Gustav Jakob Henle (ur. 19 lipca 1809 w Fürth, zm. 13 maja 1885 w Getyndze) – niemiecki anatom i patolog, odkrywca tzw. pętli Henlego w nerce. Twórca anatomii i fizjologii nerek.
W latach 1827-1832 studiował w Bonn, gdzie  4 kwietnia 1832 obronił doktorat. W 1840 przeniósł się do Zurychu, aby zostać profesorem anatomii, a później także fizjologii. W 1841 opublikował swoją najważniejszą książkę Allgemeine Anatomie (Anatomia ogólna), która jest pierwszym systematycznym dziełem z zakresu histologii. W 1844 roku Henle opuścił Zurych i przeniósł się do Heidelbergu, aby wykładać anatomię, antropologię i fizjologię. W 1852 został wezwany do Getyngi, gdzie aż do śmierci pełnił funkcję profesora anatomii. W 1860 odznaczony został Orderem Maksymiliana. 
Prowadził badania nad budową mikroskopijną tkanek i narządów, opisał rodzaje tkanki nabłonkowej i jej rozmieszczenie oraz budowę włosa.